# 澳洲特種作戰司令部
特種作戰司令部（簡稱：SOCOMD）是澳洲國防軍傘下的特種部隊指揮架構。它是於2003年5月5日仿效美國特種作戰司令部（USSOCOM）和英國特種部隊（UKSF）建立，目的是要為澳洲陸軍的各支特種部隊建立一個統一的司令部。該司令部於2008年開始正式運作，由擔任“澳洲特種作戰指揮官”（英語：Special Operations Commander Australia，簡稱：SOCAUST）的陸軍少將負責指揮。
SOCOMD的根源最早可追溯到1979年，當時澳洲陸軍組建了一支小規模的“陸軍特別行動部隊”（Directorate Special Action Forces—Army），他們後來於1990年2月13日成立了“特種部隊總部”（Headquarters Special Forces），該部門於1997年改名為“特種作戰總部”（Headquarters Special Operations），並於2003年再改為現在的“特種作戰司令部”（Special Operations Command）。

## 架構
- 特種作戰司令部總部（聯合作戰司令部總部（英语：Headquarters Joint Operations Command (Australia)）及羅素辦事處（英语：Russell Offices））[8][2]
  - 特種部隊群總部[9]
    - 特種空勤團 （西澳洲斯旺本（英语：Swanbourne, Western Australia））
 其內部組成了本土反恐部隊，戰術突擊群（西岸）。
      - 第1中隊
      - 第2中隊
      - 第3中隊
      - 第4中隊
      - 第152信號中隊
      - 特別支援中隊
      - 作戰支援中隊

    - 第1突擊團（英语：1st Commando Regiment (Australia)）：由常規陸軍士兵及陸軍預備役（英语：Australian Army Reserve）士兵混編的單位。
      - 軍團本部（悉尼蘭德威克軍營（英语：Randwick Barracks））
      - 第1突擊連（悉尼HMAS“企鵝”海軍基地（英语：HMAS Penguin (naval base)））
      - 第2突擊連（維多利亞州威廉斯頓）
      - 第301信號中隊（悉尼蘭德威克軍營（英语：Randwick Barracks）；另在各突擊連內駐有人員）

    - 第2突擊團（新南威爾士州霍爾斯沃斯軍營（英语：Holsworthy Barracks））
 其內部組成了本土反恐部隊，戰術突擊群（東岸）。
      - A連
      - B連
      - C連
      - D連
      - 第126信號中隊
      - 作戰支援連
      - 後勤支援連

    - 特種作戰工兵團（英语：Special Operations Engineer Regiment (Australia)）（霍爾斯沃斯軍營（英语：Holsworthy Barracks））
      - A中隊
      - B中隊
      - 後勤支援部隊

    - 特種作戰後勤中隊（英语：Special Operations Logistics Squadron）（新南威爾士州霍爾斯沃斯軍營（英语：Holsworthy Barracks））
    - 國防軍特種作戰訓練及教育中心（英语：Defence Special Operations Training and Education Centre）（新南威爾士州霍爾斯沃斯軍營（英语：Holsworthy Barracks））[10]
      - 澳洲國防軍特種作戰學校（英语：Australian Defence Force School of Special Operations）（新南威爾士州霍爾斯沃斯軍營（英语：Holsworthy Barracks））
      - 澳洲國防軍跳傘學校（英语：Australian Defence Force Parachuting School） （新南威爾士州HMAS“信天翁”航空站（英语：HMAS Albatross (air station)））